# Writtle
Writtle är en by och en civil parish i Chelmsford i Essex i England. Orten har 5 632 invånare (2001).